# Braconidae
Braconidés, braconides
Famille
Les Braconidés, ou Braconidae, appelés aussi braconides, sont une famille d'insectes entomophages de l'ordre des Hyménoptères (microguêpes), du sous-ordre des Apocrites, de l'infra-ordre des  Térébrants. Avec plus de 40 000 espèces décrites, réparties dans 45 sous-familles et environ 1 000 genres, il s'agit d'une des plus riches familles d'insectes, au sein de laquelle de nombreuses espèces restent encore à découvrir.

## Morphologie commune
Taille petite à moyenne (inférieure à 15 mm) plus faible que celle des Ichneumonidae, parents proches, de couleur noire, marron ou orange (parfois avec taches rouges), . 
- Ailes bien développées aux nombreuses nervures. Une seule cellule discoïdale, du fait d'une seule nervure récurrente.
- Les antennes ont plus de 16 articles et sont bien développées.
- Les mandibules sont bidentées.
- Les femelles sont souvent dotées d'un long ovipositeur.

Il existe 45 sous-familles dont voici une liste des principales : Doryctinae, Histeromerinae, Braconinae, Rogadinae, Opiinae, Alysiinae, Gnatodoninae, Ichneutinae, Miracinae, Acoeliinae, Helconinae, Cenocoeliinae, Blacinae, Euphorinae, Homolobinae, Sigalphinae, Aghatidinae, Macrocentrinae, Orgilinae, Cheloninae, Neoneurinae, Microgasterinae…

## Biologie
Les Braconidae sont des endoparasitoïdes ou des ectoparasitoïdes d'insectes divers, on citera pour quelques grands ordres, les sous-familles suivantes :
- Lépidoptère : Braconinae, Macrocentrinae, Agathidinae, Cheloninae, Microgastrinae, Rogadinae
- Coléoptère : Braconinae, Helconinae, Spathiinae, Doryctinae
- Diptère :	Opiinae, Dacnusinae, Alysiinae

Certains groupes sont par ailleurs parasitoïdes d'aphides, d'hétéroptères ou d'embiidines. La plupart tuent leurs hôtes, mais quelques espèces les rendent seulement stériles.
Leur fécondité est élevée.
Parmi les genres les plus importants, on citera :  Ademon, Aphanta, Asobara, Bracon, Chaenusa, Chorebidea, Chorebidella, Chorebus, Dacnusa, Microgaster, Opius, Phaenocarpa, Psenobolus.

## Description et biologie des principales sous-familles

### Sous-famille desAlysiinae
- Mandibules bien développées, tournées vers l'extérieur (exodontes).
- Parfois aptère

Tribu : Dacnusinii 
- 2e nervure cubitale absente.

Ils sont tous endoparasitoïdes larvaires solitaires de Diptères cyclorraphes. Beaucoup sont solitaires, mais les Aphaereta sont grégaires.
- Genres : Alloea, Alysia,Aphaereta, Aspitola, Chorebus, Cratospila, Dacnusa, Dapsilarthra, Exotela, Gnathopleura, Phaenocarpa...

La tribu des Dacnusinii parasite quasi exclusivement des Agromyzidae et sont assez spécifiques. Dacnusa siberica est utilisé en lutte biologique en Europe en cultures sous serre.
La tribu des Alysiines parasite 25 familles différentes de Cyclorraphes : les Phaenocarpa parasitent des Anthomyiidae et des Scathophagidae. Les Alloea parasitent des Lonchopterides et les Gnathopleura parasitent les Muscoides calyptères.

### Sous-famille des Agathidinae
- Aile à cellule radiale très étroite.
- Tendance à l'allongement vertical de la tête.
- Genres : Agathirsia, Agathis, Alabagrus, Bassus, Coccygidium, Crassomicrodus, Cremnops, Dichelosus, Earinus, Sesioctonus, Zacremnops...

Ce sont des parasites solitaires de Lépidoptères.

### Sous-famille desBraconinae
Ce sont les plus grands des Braconidae. 
- Nervation alaire complète des Braconidae
- Pas de carène occipitale (à l'arrière de la tête).
- Pas de carène prépectale.
- Pas de lobe postéo ventral du propleure.

Leurs mandibules laissent entre elles une ouverture ronde caractéristique. Ce sont surtout des parasitoïdes solitaires ou grégaires de Lépidoptères, Coléoptères (Curculionidae), parfois de Diptères (Trypetidae) et de Symphytes.
- Genres : Bracon, Coeloides, Glyptomorpha, Habrobracon, Pambolus, Pseudovipio, Rhaconothus, Iphiaulax, Exothecus, Rhyssalus, Rhogas, Colastes, Doryctes, Vipio...

### Sous-famille desCheloninae
- La carène est complète au niveau du mesopleure (face ventrale)
- Les tergites abdominaux sont fusionnés et forment une carapace.
- L'abdomen est concave en dessous.
- Les cellules cubitale et discoidale de l'aile ont fusionné chez le genre Chelonus et sont séparés chez le genre Phanerotoma.

Ce sont des endoparasites ovolarvaires de Lépidoptères, le plus souvent solitaires.
Chelonus taxanus se développe aux dépens de divers Noctuidae. Phanerotoma saussurei parasite le borer blanc du riz, Maliarpha separatella à Madagascar.
- Genres : Allodorus, Ascogaster,Chelonus, Microchelonus, Phanerotoma, Phanerotomella, Sigalphus, Sphaeropyx...

### Sous-famille des Doryctinae
- Présence d'une carène occipitale
- Présence d'une carène prépectale
- L'angle postéroventral du propleure forme un lobe
- Épines courtes sur la face antérieure du tibia antérieur

Ils sont parasites de Coléoptères et de Lépidoptères foreurs (Rhaconotus).

### Sous-famille desEuphorinae
- Tribu des Meteorinii
- Abdomen pétiolé, pétiole allant s'élargissant.
- Stigmate dans une dépression de la partie postérieure du pétiole.
- Cellule brachiale ouverte à son sommet.
- Mesoscutum et propodeum rugueux
- Aspect jaune à brun, assez clair.

Essentiellement représenté par le genre Meteorus. Endoparasites de Lépidoptères ou de Coléoptères (genres Meteorus, Zele)
- Genre : Allurus, Ancylocentrus, Centites, Leiophron, Marshiella, Microctonus, Perilitus, Peristenus, Pygostolus...

### Sous-famille des Helconinae
Les cocons sont suspendus au végétal.
- Genres : Aspicolus, Diospilus, Euphorus,Habrobracon, Meteorus, Stenobracon, Taphaeus...

Utilisation en lutte biologique :
Habrobracon gelechiae est une espèce utilisée dans la lutte contre la teigne de la pomme de terre. Stenobracon nicevillei et S. deesae ont été introduits à Madagascar en 1965 depuis l'Inde pour lutter contre les borers de la canne et du maïs. Ces Braconidae n'ont pas pu être multipliés en masse. Des lâchers réduits ont été faits mais sans succès apparent.

### Sous-famille des Microgastrinae
C'est une sous-famille très importante par son nombre. 2 500 espèces décrites.
- Nervation alaire réduite
- Pas de carène occipitale

Il existe 4 tribus : Apantelini, Microplitini, Cotesinii et Microgastrini
Ils sont endoparasitoïdes solitaires ou grégaire de larves de Lépidoptères. Ils ont parfois un cocon collectif. Apanteles glomeratus parasite Pieris brassicae à raison de 150 larves par chenille.
- Tribu Apantelini
  - Genres : Alphomelon, Apanteles, Dolichogenidea, Exoryza, Illidops, Pholetesor, Promicrogaster...
- Tribu Cotesinii 
  - Genres : Cotesia, Deuterixys, Diolcogaster, Distatrix, Glyptapanteles, Parapanteles, Protapanteles, Protomicroplitis, Rasivalva...
- Tribu Microgastrini
  - Genres : Choeras, Hypomicrogaster, Microgaster, Pseudapanteles, Rhygoplitis, Sathon, Xanthomicrogaster...
- Tribu Microplitinii
  - Genres : Microplitis

Mirax (Miracinae), Mesocoelus.
Utilisation en lutte biologique :
Apanteles flavipes a été importé depuis l'île Maurice à Madagascar en 1955 puis en 1961 pour lutter contre Chilo sacchariphagus sur la canne à sucre. Il s'est progressivement implanté dans le nord du pays.
Apanteles sesamiae est présent dans toute l'Afrique intertropicale où il parasite la plupart des borers de graminées. Il a été libéré à Madagascar en 1955, sans succès, puis en 1968 à partir d'une souche de l'Ouganda où il s'est acclimaté depuis. Ce braconide affectionne les lieux à hygrométrie élevée.

### Sous-famille desRogadinae
Elle est riche de plus de 800 espèces réparties en 90 genres.
- Identique aux Doryctinae sauf épines sur le tibia
- 1er tergite du gaster caractéristique : 2 carènes se rejoignent, délimitant une aire triangulaire et se poursuit centralement en une carène unique.

Cette sous-famille est ectoparasites de larves de Lépidoptères, Coléoptères, Diptères et de Symphytes.
Il n'y a pas de cocon : la chenille momifiée héberge le parasite jusqu'à l'état adulte.
- Genres : Aleiodes, Bucculatriple, Clinocentrus,  Pelecystoma, Petalodes, Polystenidea, Tetrashaeropyx, Triraphis, Yelicones, etc.

### Sous-famille des Opiinae
C'est une famille de transition avec les cyclostomes.
- Carène occipitale présente mais uniquement sur les côtés de la tête (joue)
- Carène occipitale absente dorsalement.
- Nervure médiane visible sous forme d'infumation (et non pas tubulaire).
- Nervure radiale souvent concave, délimitant une grande cellule.

Ce sont tous des endoparasitoïdes solitaires de larves de Diptères cyclorraphes, souvent des Agromyzidae, Drosophilidae, Tephritidae
- Genres : Opius, Utetes, Doryctobracon, Biosteres, Fopius.

Utilisation en lutte biologique :
Psyttalia concolor, Opius longicaudatus et O. oophilus ont été lâchés en 1962 à Madagascar pour lutter contre Ceratitis malagassi en verger, sans succès apparent.

## Liste des sous-familles
- Adeliinae
- Agathidinae
- Alysiinae
- Amicrocentrinae
- Aphidiinae
- Apozyginae
- Betylobraconinae
- Blacinae
- Braconinae
- Cardiochilinae
- Cenocoeliinae
- Cheloninae
- Dirrhopinae
- Doryctinae
- Ecnomiinae
- Euphorinae
- Exothecinae
- Gnamptodontinae
- Helconinae
- Histeromerinae
- Homolobinae
- Hormiinae
- Ichneutinae
- Khoikhoiinae
- Macrocentrinae
- Masoninae
- Mendesellinae
- Mesostoinae
- Meteoridiinae
- Meteorinae
- Microgastrinae
- Microtypinae
- Miracinae
- Neoneurinae
- Opiinae
- Orgilinae
- Pselaphaninae
- Rogadinae
- Rhyssalinae
- Sigalphinae
- Telengaiinae
- Trachypetinae
- Vaepellinae
- Xiphozelinae
- Ypsistocerinae

## Liste des genres
(liste très incomplète)
- Acaelius Haliday, 1834
- Acanthobracon Kriechbaumer, 1900
- Acanthocaudus Smith, 1944
- Acanthorhogas Szépligeti, 1906
- Achterbergia Marsh, 1993
- Aclisis Foerster, 1862
- Acoelius Haliday, 1834
- Acrisis Foerster, 1862
- Acrobela Foerster, 1862
- Acrophasmus Enderlein, 1912
- Adelius Haliday, 1833
- Adelura Foerster, 1862
- Adelurola Strand, 1928
- Ademon Haliday, 1833
- Alysia Latreille, 1804
- Aphanta Förster, 1862
- Asobara Förster, 1862
- Bracon Fabricius, 1805
- Cerritulus Zaldívar-Riverón, Belokobylskij & Braet, 2019
- Chaenusa Haliday, 1839
- Chorebidea
- Chorebidella Riegel, 1950
- Chorebus Haliday, 1833
- Dacnusa Haliday, 1833
- Microgaster Latreille, 1804
- Opius Wesmael, 1835
- Phaenocarpa Förster, 1862

- †Aenigmabracon Perrichot, Nel & Quicke, 2009

### Liens  externes
- Ressources relatives au vivant :   - Animal Diversity Web
  - Australian Faunal Directory
  - BugGuide
  - Dyntaxa
  - EPPO Global Database
  - EU-nomen
  - Fauna Europaea
  - Paleobiology Database
  - Global Biodiversity Information Facility
  - iNaturalist
  - Interim Register of Marine and Nonmarine Genera
  - NBN Atlas
  - Nederlands Soortenregister
  - New Zealand Organisms Register
  - Plazi
  - Système d'information taxonomique intégré
  - World Register of Marine Species
- Notices dans des dictionnaires ou encyclopédies généralistes :   - Britannica
  - Internetowa encyklopedia PWN
  - Store norske leksikon
- Notices d'autorité :   - GND
  - Israël
  - Tchéquie